# Rod Fergusson
Rod Fergusson (1968) è un programmatore e autore di videogiochi canadese.

## Carriera
Rod Fergusson è laureato in informatica presso l'Università di Ottawa nel 1990 e ha iniziato la sua esperienza nel settore dei videogiochi come program manager di Microsoft dal 1996 al 2006. Uno dei primi progetti in cui ha lavorato fu Train Simulator prodotto dalla medesima azienda statunitense. Nel luglio 2005, è stato assunto da Epic Games come produttore esecutivo e infine direttore della produzione di Gears of War. Il 9 agosto 2012, Fergusson lascia Epic Games e si unisce ad Irrational Games dedicandosi ai lavori finali di BioShock Infinite come vice presidente esecutivo dello sviluppo. L'8 aprile 2013, Rod ha confermato che avrebbe lasciato Irrational Games. Il 27 gennaio 2014, Microsoft ha annunciato l'acquisto dei diritti di Gears of War da Epic Games e insieme a tale acquisto Fergusson viene assunto come capo della Black Tusk Studios a Vancouver, poi The Coalition, per dedicarsi al franchise.

## Videogiochi sviluppati
- 2001 – Microsoft Train Simulator (PC)
- 2006 – Gears of War (PC, Xbox 360)
- 2007 – Unreal Tournament 3 (PC, PS3, Xbox 360)
- 2008 – Gears of War 2 (Xbox 360)
- 2009 – Fat Princess (PS3)
- 2009 – Shadow Complex (Xbox 360)
- 2010 – Lost Planet 2 (PC, PS3, Xbox 360)
- 2010 – Infinity Blade (iOS)
- 2011 – Gears of War 3 (Xbox 360)
- 2011 – Infinity Blade II (iOS)
- 2011 – Bulletstorm (PC, PS3, Xbox 360)
- 2013 – Gears of War: Judgment (Xbox 360)
- 2013 – BioShock Infinite (PC, PS3, Xbox 360)
- 2015 - Gears of War: Ultimate Edition (PC, Xbox One)
- 2016 – Gears of War 4 (PC, Xbox One)
- 2019 - Gears 5 (PC, Xbox One)